# MV Agusta F3
La F3 est un modèle de motocyclette du constructeur italien MV Agusta.

## Description

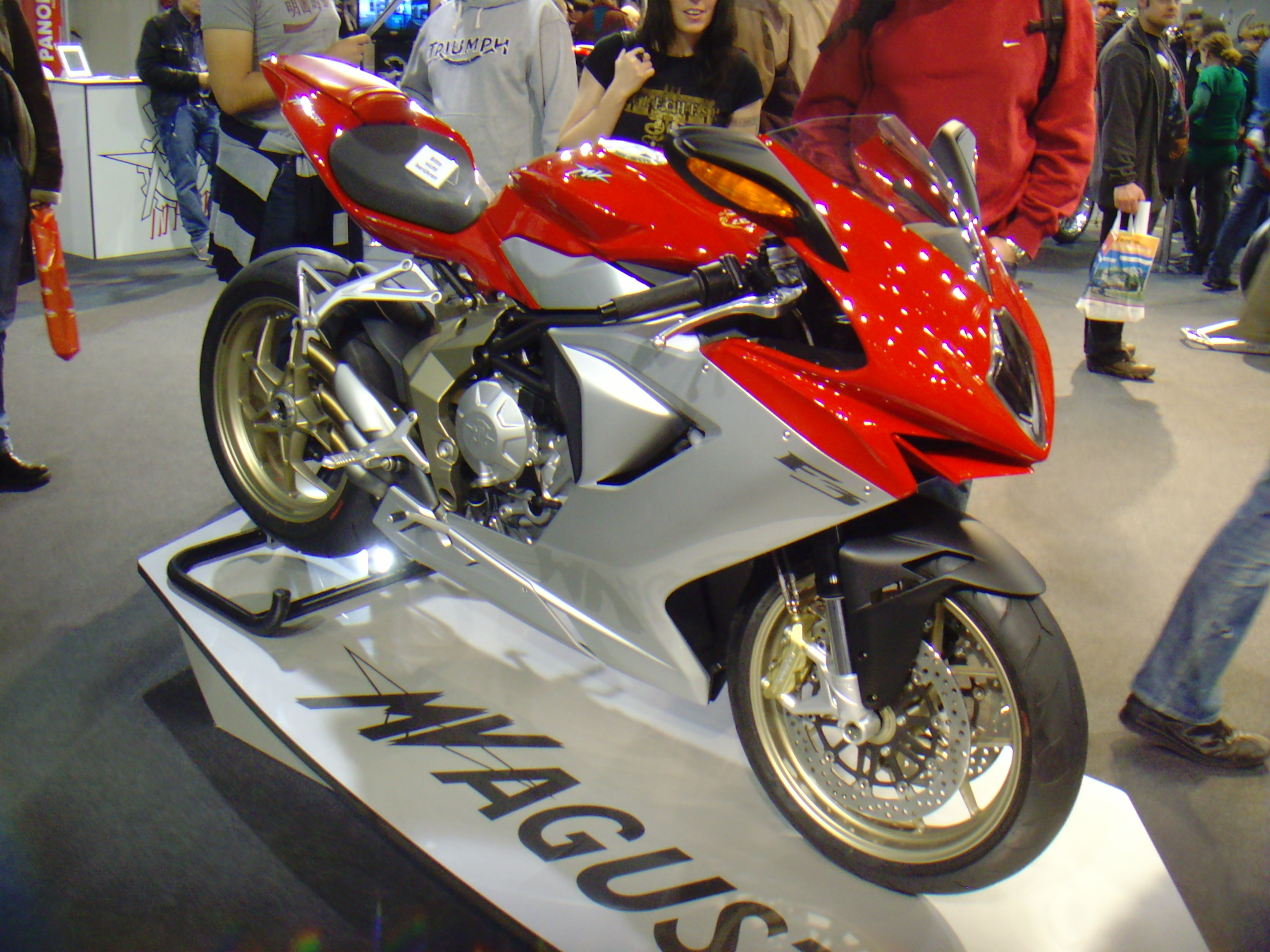
F3 Oro

Elle est présentée officiellement le mardi 2 novembre 2010 lors du salon de la moto Eicma de Milan. Néanmoins, elle n'est disponible à la vente qu'en décembre 2011 pour la version Oro, et janvier 2012 pour le modèle standard.
La F3 reprend l'esthétique de la F4, avec le phare en losange, la coque de selle effilée et le monobras oscillant offrant la vue sur la jante arrière.
Contrairement à la F4, les échappements ne sont pas positionnés sous la selle mais débouchent sur le côté droit de la moto, juste devant la roue arrière.
Le moteur est un trois cylindres en ligne de 675 cm3 développant la puissance de 126 ch au régime de 14 400 tr/min, une variante portée à 798 cm3 sortira ensuite, c'est la F3 800.
Le cadre est un treillis tubulaire en acier, avec support de bras oscillant en aluminium.
L'amortissement est confié à Marzocchi pour la fourche télescopique inversée de 43 mm de diamètre et à Sachs pour le monoamortisseur.
Le freinage est assuré par Brembo, avec, à l'avant deux disques de 320 mm de diamètre, pincés par des étriers quatre pistons à fixation radiale, et à l'arrière, un simple disque de 220 mm de diamètre et un étrier double piston.
Les jantes sont en aluminium.
Elle est disponible en rouge et gris clair, noir et gris foncé ou blanc à son lancement pour 11 990 €.
La F3 a été développée conjointement à la Brutale 3 cylindres, inaugurant un nouveau châssis et le nouveau moteur, permettant de donner un nouveau souffle à la marque sur le plan commercial. Le moteur de la F3 sert de base à toute la gamme 3 cylindres du constructeur, présent également sur la Rivale, la Stradale et la Turismo Veloce, modèles à penchant "hypermotard" et routière proposés par la marque depuis.

## Versions en 2013
En 2013, la motocyclette est proposée avec deux propulseurs respectivement de 675 et 798 cm3 (F3 800).
La version F3 800 se différencie techniquement par une modification de la course à 79 x 54,3 mm contre 79 x 45,9 mm, de fait elle développe 148 ch à 13 000 tr/min. Le prix proposé démarre à 15 310 €.
Une version F3 800 AGO (en hommage à l'immense champion Giacomo Agostini) est proposée aux couleurs italiennes et signée par le pilote est vendu au prix de 23 990 €.
Ce modèle possède quelques pièces en carbone et magnésium ainsi qu'une série d'options de réglage du véhicule, la masse est optimisée à 171 kg.